# Молекулярный человек (Marvel Comics)
Молекулярный человек (англ. Molecule Man), он же — Оуэн Рис (англ. Owen Reece) — вымышленный персонаж американских комиксов, изданных Marvel Comics. Его часто изображают мелким суперзлодеем с неожиданно богоподобными способностями, но иногда он играет роль исправившегося преступника или героя по неволе.
На протяжении многих лет с момента его первого появления в комиксах персонаж появлялся в других медиа продуктах, включая мультсериалы и видеоигры.

## История публикаций
Молекулярный человек был создан сценаристом Стэном Ли и художником Джеком Кирби, дебютировав в The Fantastic Four #20 (Август 1963). Он был убит Плакальщицей над концом всего сущего в Fantastic Four vol. 6 #2. В ограниченной серии Future Foundation 2019 года Творец попытался воссоздать Молекулярного человека, вступив в конфронтацию с Фондом Будущего.

## Биография
Молекулярный человек был скромным техником по имени Оуэн Рис, который работал в научной лаборатории, находящейся под управлением Атомной корпорации Акме (англ. Acme Atomic Corp). Время от времени Оуэн сетовал на собственную несостоятельность, а также на сам факт того, что он является всего лишь «легко заменимым винтиком» в вертящемся колесе корпорации. Подобные мысли отвлекали от работы, и однажды Рик совершил серьёзную ошибку, которая навсегда изменила его жизнь. Атомная машина, с которой работал Оуэн, облучила его радиацией. Последствия оказались неожиданными: вместо того, чтобы умереть, Рик получил власть над молекулярными основами всего сущего. 

## Силы и способности
У Оуэна Риза изначально была способность мысленно манипулировать молекулами, позволяя создавать различные эффекты, такие как создание силовых полей, энергетических лучей и гиперпространственных порталов. Тем не менее, Риз позже получил способности изменить реальность себя в мультиверсальном масштабе.
Первоначально он подсознательно навязывал себе ментальные блоки, которые мешали ему воздействовать на органические молекулы, которые с тех пор были преодолены. Он также был зависим от использования стального жезла, который он назвал палочкой, чтобы сосредоточить свои силы, но впоследствии научился направлять свои силы без него.
Когда Молекулярный Человек извлек Потустороннего из космоса, их сражение произошло более чем в трех пространственных измерениях и грозило вызвать универсальный масштаб разрушения.
Согласно Доктору Думу, Риду Ричардсу и самому Оуэну Ризу, он является «мультиверсальной составной сущностью»: существом, которое проявляет «фракции» всего своего существа в каждой  Мультивселенной Marvel.
В предыдущем воплощении Вселенной Marvel/Мультивселенной смерть Оуэна Риса в любой данной вселенной привела бы к гибели этой вселенной в соответствии с преднамеренным дизайном Потусторонних.

## Альтернативные версии

### JLA/Avengers
В JLA/Avengers Молекулярный человек был показан среди закоренелых злодеев, защищающих цитадель Кроны. Впоследствии был заточён в камень. На вопрос Огненного Шторма о том, кто это с ним сделал, Оса ответила, что это была Серси.

## Вне комиксов

### Телевидение
- Молекулярный человек появляется в одноимённом эпизоде мультсериала «Фантастическая четвёрка» 1967 года, где его озвучил Генри Корден[15].
- Фред Столлер озвучил Молекулярного человека в мультсериале «Супергеройский отряд» 2009 года[15].
- Молекулярный человек появляется в мультсериале «Мстители, общий сбор!» 2013 года.

### Видеоигры
Молекулярный человек является одним из игровых персонажей в Marvel: Future Fight 2015 года.

## Критика
В 2021 году журнал Bustle поместил Молекулярного человека на 5-е место среди «37 самых могущественных персонажей вселенной Marvel». Comic Book Resources поставил его на 2-е место среди «10 сильнейших персонажей комиксов про Фантастическую четвёрку», на 13-е место среди «25 самых могущественных космических персонажей Marvel» и 6-е место среди «20 сильнейших созданий Стэна Ли». Screen Rant назвал его 3-м среди «10 сильнейших врагов Фантастической четвёрки» и одним из «20 наиболее могущественных злодеев Marvel».